# Bellevue (Ohio)
Bellevue és una població dels Estats Units a l'estat d'Ohio. Segons el cens del 2000 tenia 8.193 habitants.

## Demografia
Segons el cens del 2000, Bellevue tenia 8.193 habitants, 3.332 habitatges, i 2.242 famílies. La densitat de població era de 625,2 habitants/km².
Dels 3.332 habitatges en un 32,8% hi vivien nens de menys de 18 anys, en un 53,2% hi vivien parelles casades, en un 10,4% dones solteres, i en un 32,7% no eren unitats familiars. En el 27,6% dels habitatges hi vivien persones soles el 12,4% de les quals corresponia a persones de 65 anys o més que vivien soles. El nombre mitjà de persones vivint en cada habitatge era de 2,46 i el nombre mitjà de persones que vivien en cada família era de 3,01.
Per edats la població es repartia de la següent manera: un 26,5% tenia menys de 18 anys, un 8,3% entre 18 i 24, un 29,1% entre 25 i 44, un 21,5% de 45 a 60 i un 14,6% 65 anys o més.
L'edat mediana era de 36 anys. Per cada 100 dones de 18 o més anys hi havia 88,6 homes.
La renda mediana per habitatge era de 40.100 $ i la renda mediana per família de 48.173 $. Els homes tenien una renda mediana de 36.601 $ mentre que les dones 24.189 $. La renda per capita de la població era de 18.932 $. Aproximadament el 4,1% de les famílies i el 5,8% de la població estaven per davall del llindar de pobresa.

## Poblacions més properes
El següent diagrama mostra les poblacions més properes.